# Market Square Massacre
A Market Square Massacre a finn heavy metal zenekar, a Lordi első DVD-je, amely 2006-ban jelent meg. A helsinki piactéren több mint 90.000 fő gyűlt össze, hogy lássák a zenekar koncertjét. A zenekar a 2006-os Eurovíziós Dalfesztiválon aratott győzelme miatt tartotta a koncertet. A DVD tartalmához a 2004-es The Kin film, a dalfesztivál finn selejtezőn való fellépés, az Athén-ban készített dokumentumfilm, valamint 5 videóklip is tartozik.

## Tartalma
Live at the Helsinki Market Square
1. Bringing Back the Balls to Rock
2. Devil Is a Loser
3. Blood Red Sandman
4. It Snows in Hell
5. Would You Love a Monsterman?
6. Hard Rock Hallelujah

Eurovision Specials
1. Hard Rock Hallelujah (live at the Eurovision qualifications)
2. Bringing Back The Balls To Rock (live at the Eurovision qualifications)
3. Hard Rock Hallelujah (live after winning the Finnish Eurovision)

Videóklipek
1. Would You Love a Monsterman? 2006
2. Who's Your Daddy?
3. Hard Rock Hallelujah
4. Blood Red Sandman
5. Devil Is a Loser

The Kin Movie
1. A teljes film
2. Képgalériák
3. Így készült...
4. Storyboard

Hello Athens
Az együttes Athénban töltött napjairól készült egy dokumentumfilm, amely öt részből áll. Egy-egy rész egy-egy nap eseményeit tartalmazza.